# ویندوز ۹ایکس
ویندوز ۹x یک اصطلاح عمومی است که به یک سری از سیستم عامل‌های ویندوز شرکت مایکروسافت گفته می‌شود. سری ۹x از سال ۱۹۹۵ تا ۲۰۰۰ بر پایه هسته سیستم عامل ویندوز ۹۵ و مبانی ام-اس-داس ایجاد شدند (که هردو در نسخه‌های بعدی به روز رسانی شدند). سری ۹x شامل نسخه‌های ویندوز ۹۵ و ویندوز ۹۸ است، اما گاهی ویندوز ام‌ای هم در این سری برشمرده می‌شود. سری ویندوز ۹x عمدتاً برای استفاده در رایانه رومیزی شناخته شده به طوری که در سال ۱۹۹۸ ویندوز ۸۲٪ از سهم بازار سیستم عامل‌ها را دربرداشت.